# Emmanuel Bezerra dos Santos
Emmanuel Bezerra dos Santos (João Câmara, 17 de junho de 1947 - São Paulo, 4 de setembro de 1973). Emmanuel foi um estudante, poeta e militante político durante o período da ditadura militar no Brasil.
É um dos casos investigados pela Comissão da Verdade, que apura mortes e desaparecimentos na ditadura militar brasileira.

## Biografia
Filho do pescador Luís Elias dos Santos e Joana Elias Bezerra, nasceu em 17 de junho de 1947 em São Bento do Norte, na praia de Caiçara, que na época era um distrito muito próspero de pescadores na região. 
Estudou na Escola Isolada São Bento do Norte, onde fez o curso primário. Em 1961 transfere-se para Natal, passando a residir na Casa do Estudante e a estudar no Colégio Estadual do Atheneu Norte-riograndense. Quando cursava a terceira série do curso ginasial, Emmanuel, juntamente com outros colegas, funda o jornal "O Realista", onde ele e seus colegas fizeram denúncias sociais. Após o término da escola, já na época da ditadura militar, fundou "O Jornal do Povo", cujas publicações libertárias eram realizadas por correspondentes em diversos municípios. No Atheneu estuda até o primeiro ano clássico, em 1965. No ano seguinte, ficou doente e teve que interromper seus estudos por um tempo, voltando logo depois para a Faculdade.
No ano de 1967, ingressou na Faculdade de Sociologia da Fundação José Augusto, onde atuou no Diretório Acadêmico “Josué de Castro”. Foi eleito presidente da Casa do Estudante, onde moravam os estudantes pobres do interior e que mais tarde serviria de trincheira de luta do movimento estudantil (secundaristas e universitários) de Natal. Foi delegado junto ao 29.º Congresso da UNE em São Paulo.
Em 1968, tornou-se diretor do Diretório Central dos Estudantes da Universidade Federal do Rio Grande do Norte, tendo papel de liderança no movimento estudantil universitário. Também organizou a bancada dos estudantes potiguares para o 30º Congresso da UNE, em Ibiúna (SP), onde foi preso e logo depois expulso da universidade.

## Ativismo
Em 1966, entrou no Partido Comunista Brasileiro (PCB) e se tornou um dos principais articuladores nacionais. Em 1967, deixou o PCB para entrar no recém fundado Partido Comunista Revolucionário (PCR). Com a edição do Ato Institucional Número Cinco, Emmanuel é preso (dezembro de 1968), condenado cumprindo a pena até outubro de 1969 em quartéis do Exército, Distrito Policial e finalmente na Base Naval de Natal. Libertado, o estudante imerge na clandestinidade, indo atuar politicamente (já como dirigente nacional do seu partido) nos Estados de Pernambuco e Alagoas. Nesse período, realiza viagens ao Chile e Argentina em missão do partido, buscando aglutinar exilados brasileiros à luta em desenvolvimento no país. Além de militante político, Emmanuel era uma pessoa voltada para a arte e cultura, tendo participado dos movimentos artísticos desenrolados na capital Natal. Rabiscou seus primeiros poemas adolescentes ainda na sua longínqua Caiçara do Norte. Apesar das atribulações da vida clandestina, foi possível salvar alguns dos poemas de sua autoria.
Além da sua atuação militante, Emmanuel participou de atividades artísticas na cidade de Natal (RN) e escreveu poemas na adolescência.

## Prisão e Morte
A versão dos policiais é a de que Emanuel e Manoel, teriam morrido em tiroteio com a polícia no Largo de Moema, em São Paulo, no dia 4 de setembro de 1973. Um teria matado o outro em um tiroteio com agentes da polícia. Nesta versão, observada no relatório do Inquérito Policial, do Departamento de Ordem Política e Social de São Paulo (DOPS), Manoel teria confessado à polícia de seu encontro com Emmanuel, recém chegado do Chile, no Largo de Moema. Então, os agentes da repressão fizeram uma emboscada para Emmanuel. Após o avistarem, deram voz de prisão ao militante, que teria atirado nos agentes. Eles reagiram atirando de volta na direção dos dois. Emmanuel e Manoel teriam morrido quando estavam sendo levados para o Hospital de Clínicas. Tal versão ainda é apresentada nos documentos de exame necroscópico de Emmanuel, que foi assinado pelo delegado Edsel Magnotti. Anos depois, no relatório do Ministério da Aeronáutica enviado ao Ministério da Justiça, em 1993, ainda afirmava a versão de que os dois militantes teriam sido mortos em um suposto confronto com os agentes da repressão. 
Mas, segundo denúncias de presos políticos da época, Emmanuel e Manoel foram presos em Recife, no dia 16 de agosto de 1973. Emmanuel foi levado para o DOPS de Pernambuco, sendo torturado por vários dias. Depois, foi transferido para São Paulo, pelo policial Luiz Miranda e entregue ao delegado Sérgio Fleury. Na capital paulistana, Emmanuel foi torturado até a morte no Destacamento de Operações de Informações - Centro de Operações de Defesa Interna (DOI/CODI-SP), quando o mutilaram, arrancando-lhe os dedos, umbigo, testículos e pênis. Na ocasião estava junto com o seu companheiro Manoel Lisboa de Moura, que havia sido aprisionado desde o dia 17 de agosto em Recife. 
A sua necropsia foi realizada pelo médico Harry Shibata, que assinou o laudo sem examinar o corpo e omitiu todas as marcas de tortura presentes em seu corpo. Fotografia recuperada pela Comissão da Verdade mostra Emmanuel já morto e muito machucado. Ficou evidente a violência sofrida no DOI-CODI. Seu olho esquerdo estava inchado, seus lábios também machucados, havia ferimentos em seu rosto, seu nariz aparecia quebrado e em volta do seu pescoço estava feito um colar de morte, marcado com ferro em brasa. Emmanuel Bezerra dos Santos e Manoel Lisboa de Moura foram enterrados como indigentes no Cemitério de Campo Grande, em São Paulo.
Em decisão de 23 de abril de 1996, a Comissão Especial sobre mortos e Desaparecidos Políticos (CEMDP) reconheceu a responsabilidade do Estado brasileiro pela sua morte. Seu nome conta no dossiê ditadura; mortos e desaparecidos políticos no Brasil (1964 - 1985) organizado pela Comissão de Familiares de Mortos e Desaparecidos. 
Em depoimento à Comissão Estadual da Verdade do Estado de São Paulo, prestado durante audiência pública no dia 6 de setembro de 2013, Edival Nunes Cajá, ex-preso político, destacou o fato de que os agentes da repressão encobriram as mortes dos referidos militantes em dependências do Estado.  

## Legado
Em 13 de março de 1992 seus restos mortais foram exumados, periciados e identificados pela equipe de legistas da UNICAMP. Trasladados para Natal em julho de 1992, os despojos seguiram em cortejo para São Bento do Norte e em meio a grande comoção da comunidade local, foram enterrados no cemitério da cidade. Emmanuel recebeu diversas homenagens do povo do Rio Grande do Norte: a Escola Isolada de São Bento do Norte, tem hoje o seu nome; o Grêmio Estudantil da Escola Estadual João XXIII, também é homenageado, e é nome de rua no bairro de Pitimbu, em Natal. Após a entrada em vigor da Lei no. 9140\ 95, os familiares de Emmanuel obtiveram o reconhecimento da responsabilidade da União na sua morte, fazendo jus a respectiva indenização.
Como homenagem a sua luta e representação durante a ditadura militar, Emmanuel ganhou um livro com seu nome "Emmanuel vida e morte". A obra, feita por diversos de seus amigos de infância, familiares e conhecidos, é um diário vivo de como era ter vivido com o estudante e o que ele representava para cada um que dedicou seu tempo para escrever um pouquinho sobre Emmanuel. O início do livro ainda conta com o depoimento da então prefeita da cidade de São Paulo, Luiza Erundina de Sousa, com a data de 13 de março de 1992, lá ela diz da importância do compromisso de buscar a verdade e justiça para aqueles que sofreram qualquer tipo de repressão durante o regime militar e conclui declarando que apesar de não ter conhecido o estudante, o considerava "um jovem amante da liberdade e da justiça".